# Azuré du jujubier
Tarucus theophrastus
Espèce
L’Azuré du jujubier (Tarucus theophrastus) est une espèce d'insectes lépidoptères de la famille des Lycaenidae, de la sous-famille des Polyommatinae et du genre Tarucus.
Le nom latin de l'espèce commémore le philosophe et botaniste grec Théophraste (v.372 av. J.-C.–Athènes v.287 av. J.-C.).

## Dénominations
Tarucus theophrastus (Fabricius, 1793)
Synonymes :Hesperia theophrastus (Fabricius, 1793), Lycaena theophrastus ab. radiata (Oberthür, 1910), Lycaena theophrastus ab. micaerulescens (Oberthür, 1910).

### Noms vernaculaires
L’Azuré du jujubier se nomme en anglais Common Tiger Blue ou Pointed Pierrot ou African Pierrot et en espagnol Laberinto.

## Description
C'est un très petit papillon qui présente un dimorphisme sexuel, le dessus du mâle est parme, celui de la femelle est marron clair orné de damiers blancs. Les deux présentent une frange blanche et des queues bien marquées.
Le revers est gris très pâle  orné de taches noires confluentes formant des lignes brisées au niveau des nervures. L'aile postérieure présent des taches submarginale gris argent. Les queues sont bien visibles

### Espèces ressemblantes
L'Azuré de l'argolou, l'Azuré parme et l'Azuré du jujubier se ressemblent. La femelle de l'Azuré de l'argolou ne présente pas de taches blanches et celle de l'Azuré parme est ocre foncé ornée de blanc. Les mâles sont très semblables.

## Biologie

### Période de vol et hivernation
Il vole en plusieurs générations, de mai à novembre.
La chenille est soignée par les fourmis (Crematogaster fuentei en Espagne).
Cet azuré hiverne à l'état nymphal.

### Plantes hôtes
Ses plantes hôtes sont Ziziphus lotus, Ziziphus jujuba et Paliurus spina-christi.

## Écologie et distribution
Il est présent dans le sud de l'Espagne, en Afrique du Nord et toute l'Afrique ainsi qu'à Madagascar, dans la péninsule Arabique et en Asie Mineure,.

### Biotope
Son habitat est constitué de friches sèches.

### Protection
Pas de statut de protection particulier.